# Nieuwe Republiek
La Nieuwe Republiek (Nuova Repubblica) fu una repubblica boera esistita dal 1884 al 1888 nell'attuale Sudafrica. La sua indipendenza fu proclamata il 16 agosto 1884, con terre donate dal Regno Zulu attraverso un trattato.

## Storia

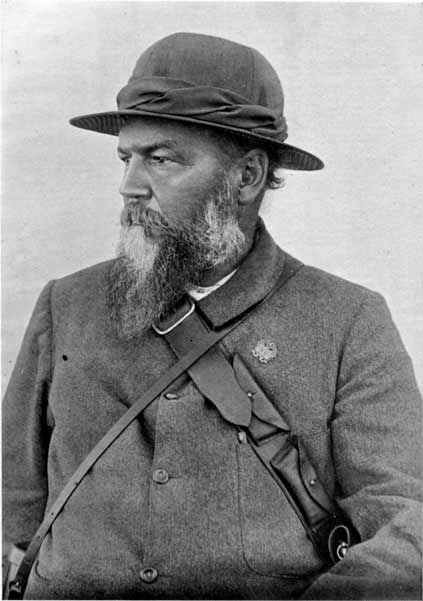
Presidente Lucas Johannes Meijer

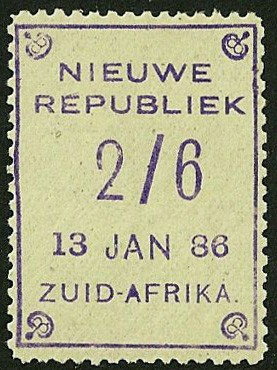
Francobollo della Nieuwe Republiek (1886)

Dopo che i contadini boeri, che vivevano nella zona, aiutarono Dinuzulu a sconfiggere il suo rivale Zibhebhu per la successione al trono Zulu, la terra fu data loro in cessione dal nuovo re Zulu lungo le rive del fiume Mfolozi.  Il 5 agosto 1884, i boeri formarono la Nieuwe Republiek con il riconoscimento di Germania, Repubblica del Transvaal e Portogallo. Vryheid fu proclamata capitale del nuovo stato. La Nieuwe Republiek fu riconosciuta dagli inglesi il 22 ottobre 1886 ma nel giro di pochi mesi gli stessi colonizzarono un tratto di costa dello stato e anche del Regno Zulù, a nord del fiume Thukela, per impedire alla nuova repubblica boera di avere accesso al mare, di cui avevano bisogno per un porto.
L'annessione britannica del territorio Zulu provocò una rivolta, guidata da Dinuzulu nel giugno 1888, che fu sconfitto dagli inglesi. Il re Dinuzulu fu processato per alto tradimento a Eshowe e condannato. L'annessione dello Zululand non lasciava molte speranze di sicurezza nella Nieuwe Republiek contro l'imperialismo britannico. Il 20 luglio 1888 la Nuova Repubblica fu incorporata, su sua richiesta, dalla Repubblica del Transvaal, mantenendo comunque una notevole autonomia. I rapporti tra boeri e zulu rimasero stabili fino allo scoppio della seconda guerra boera.